# Eupithecia infrequens
Eupithecia infrequens är en fjärilsart som beskrevs av W. Warren 1906. Eupithecia infrequens ingår i släktet Eupithecia och familjen mätare. Inga underarter finns listade i Catalogue of Life.